# Yu Hua (remera)
Yu Hua (en chino: 余華; Pekín, 19 de enero de 1981) es una deportista china que compitió en remo.
Ganó dos medallas en el Campeonato Mundial de Remo, en los años 2006 y 2007. Participó en dos Juegos Olímpicos de Verano, en los años 2000 y 2008, ocupando el quinto lugar en Pekín 2008, en la prueba de doble scull ligero.

## Palmarés internacional
| Campeonato Mundial | Campeonato Mundial | Campeonato Mundial | Campeonato Mundial  |
| Año                | Lugar              | Medalla            | Prueba              |
| ------------------ | ------------------ | ------------------ | ------------------- |
| 2006               | Eton (Reino Unido) | Medalla de oro     | Cuatro scull ligero |
| 2007               | Múnich (Alemania)  | Medalla de bronce  | Cuatro scull ligero |